# Zausodes cinctus
Zausodes cinctus är en kräftdjursart som beskrevs av Krishnaswamy. Zausodes cinctus ingår i släktet Zausodes och familjen Harpacticidae. Inga underarter finns listade i Catalogue of Life.